# Scottish FA Cup 1905/06
Der Scottish FA Cup wurde 1905/06 zum 33. Mal ausgespielt. Der wichtigste schottische Fußballpokalwettbewerb begann am 27. Januar 1906 und endete mit dem Finale am 28. April 1906, in dem sich Heart of Midlothian gegen Third Lanark mit 1:0 durchsetzen konnte. Das Spiel wurde im Ibrox Park in Glasgow ausgetragen. Die Hearts feierten von 1891 bis zum Jahr 1906 die größten Erfolge in der Klubgeschichte mit zwei Meisterschaften und vier Pokalsiegen. Für die Hearts sollte es der letzte Titel bis 1955 sein.

## 1. Runde
Ausgetragen wurden die Begegnungen am 27. Januar 1906.
|                       | Ergebnis |                              |
| --------------------- | -------- | ---------------------------- |
| FC Aberdeen           | 3:0      | Dunfermline Athletic         |
| Airdrieonians FC      | 9:2      | Maxwelltown Volunteers       |
| FC Arbroath           | 1:4      | Bo’ness United               |
| Arthurlie Barrhead    | 1:7      | Glasgow Rangers              |
| FC Beith              | 2:0      | Inverness Caledonian Thistle |
| FC Dundee             | 1:2      | Celtic Glasgow               |
| FC Falkirk            | 1:2      | Hibernian Edinburgh          |
| Forfar Athletic       | 0:4      | FC Queen’s Park              |
| Heart of Midlothian   | 4:1      | Nithsdale Wanderers          |
| FC Kilmarnock         | 2:1      | FC Clyde                     |
| Leith Athletic        | 1:2      | Partick Thistle              |
| Greenock Morton       | 4:3      | Lochgelly United             |
| FC Motherwell         | 2:3      | Hamilton Academical          |
| Port Glasgow Athletic | 6:1      | FC Dunblane                  |
| FC St. Mirren         | 7:2      | 3. Bataillon, Black Watch    |
| Third Lanark          | 5:0      | FC Galston                   |

## 2. Runde
Ausgetragen wurden die Begegnungen am 10. Februar 1906. Die Wiederholungsspiele fanden am 17. und 24. Februar sowie am 3. März 1906 statt.
|                     | Ergebnis |                       |
| ------------------- | -------- | --------------------- |
| FC Aberdeen         | 2:3      | Glasgow Rangers       |
| FC Beith            | 0:3      | Heart of Midlothian   |
| Celtic Glasgow      | 3:0      | Bo’ness United        |
| Hibernian Edinburgh | 1:1      | Partick Thistle       |
| FC Kilmarnock       | 2:2      | Port Glasgow Athletic |
| FC Queen’s Park     | 1:2      | Airdrieonians FC      |
| FC St. Mirren       | 3:1      | Greenock Morton       |
| Third Lanark        | 2:2      | Hamilton Academical   |

### Wiederholungsspiele
|                       | Ergebnis |                       |
| --------------------- | -------- | --------------------- |
| Hamilton Academical   | 1:3      | Third Lanark          |
| Partick Thistle       | 1:1      | Hibernian Edinburgh   |
| Hibernian Edinburgh   | 2:1      | Partick Thistle       |
| Port Glasgow Athletic | 0:0      | FC Kilmarnock         |
| FC Kilmarnock         | 0:0      | Port Glasgow Athletic |

### 2. Wiederholungsspiel
|                       | Ergebnis |               |
| --------------------- | -------- | ------------- |
| Port Glasgow Athletic | 1:0      | FC Kilmarnock |

## Viertelfinale
Ausgetragen wurden die Begegnungen am 24. Februar und 10. März 1906. Das Wiederholungsspiel fand am 3. März 1906 statt.
|                       | Ergebnis |                     |
| --------------------- | -------- | ------------------- |
| Airdrieonians FC      | 0:0      | FC St. Mirren       |
| Celtic Glasgow        | 1:2      | Heart of Midlothian |
| Hibernian Edinburgh   | 2:3      | Third Lanark        |
| Port Glasgow Athletic | 1:0      | Glasgow Rangers     |

### Wiederholungsspiel
|               | Ergebnis |                  |
| ------------- | -------- | ---------------- |
| FC St. Mirren | 2:0      | Airdrieonians FC |

## Halbfinale
Ausgetragen wurden die Begegnungen am 31. März 1906. Die beiden Wiederholungsspiele wurden am 14. und 21. April 1906 ausgetragen.
|                       | Ergebnis |                     |
| --------------------- | -------- | ------------------- |
| Port Glasgow Athletic | 0:2      | Heart of Midlothian |
| FC St. Mirren         | 1:1      | Third Lanark        |

### Wiederholungsspiel
|              | Ergebnis |               |
| ------------ | -------- | ------------- |
| Third Lanark | 0:0      | FC St. Mirren |

### 2. Wiederholungsspiel
|               | Ergebnis |              |
| ------------- | -------- | ------------ |
| FC St. Mirren | 0:1      | Third Lanark |

## Finale
| Heart of Midlothian                                          | Heart of Midlothian | Third Lanark | Third Lanark |
| ------------------------------------------------------------ | --- | --- | ------------ |
| Heart of Midlothian                                          | \| 28. April 1906 um 15:00 Uhr Ortszeit in Glasgow (Ibrox Park) \| \| Ergebnis: 1:0 (0:0) \| \| Zuschauer: 30.000 \| \| Schiedsrichter: Murray \| \| Spielbericht \|                          | \| 28. April 1906 um 15:00 Uhr Ortszeit in Glasgow (Ibrox Park) \| \| Ergebnis: 1:0 (0:0) \| \| Zuschauer: 30.000 \| \| Schiedsrichter: Murray \| \| Spielbericht \| | Third Lanark |
| Heart of Midlothian                                          | George Philip, Harry McNaught, David Philp , Frank McLaren, Charlie Thomson, Jimmy Dickson, George Couper, Bobby Walker, Alex Menzies, David Wilson, George Wilson Cheftrainer: William Waugh | Jimmy Raeside, Robert Barr, David Hill, John Cross, John Neilson, James Comrie, James Johnston, Robert Graham, Willie Reid, Hughie Wilson, David Munro               | Third Lanark |
| Heart of Midlothian                                          | 1:0 George Wilson (81.) | | Third Lanark |
| 28. April 1906 um 15:00 Uhr Ortszeit in Glasgow (Ibrox Park) | | |              |
| Ergebnis: 1:0 (0:0)                                          | | |              |
| Zuschauer: 30.000                                            | | |              |
| Schiedsrichter: Murray                                       | | |              |
| Spielbericht                                                 | | |              |